# 羅曼斯 (阿肯色州)
羅曼斯（英語：Romance）是位於美國阿肯色州懷特縣的一個非建制地區。該地的面積和人口皆未知。

## 地理
羅曼斯的座標為35°14′24″N 92°04′00″W / 35.24000°N 92.06667°W，而該地的平均海拔高度為172米（即563英尺）。